# Біг-Чимні (Західна Вірджинія)
Біг-Чимні (англ. Big Chimney) — переписна місцевість (CDP) в США, в окрузі Кенова штату Західна Вірджинія. Населення — 629 осіб (2020).

## Географія
Біг-Чимні розташований за координатами 38°24′38″ пн. ш. 81°31′39″ зх. д. / 38.41056° пн. ш. 81.52750° зх. д. (38.410644, -81.527480).  За даними Бюро перепису населення США в 2010 році переписна місцевість мала площу 5,33 км², з яких 5,19 км² — суходіл та 0,14 км² — водойми.

## Демографія
Згідно з переписом 2010 року, у переписній місцевості мешкало 627 осіб у 288 домогосподарствах у складі 191 родини. Густота населення становила 118 осіб/км².  Було 303 помешкання (57/км²).
Расовий склад населення:
| - 98,2 % — білих - 0,3 % — азіатів |

До двох чи більше рас належало 1,0 %. Частка іспаномовних становила 0,2 % від усіх жителів.
За віковим діапазоном населення розподілялося таким чином: 17,5 % — особи молодші 18 років, 61,3 % — особи у віці 18—64 років, 21,2 % — особи у віці 65 років та старші. Медіана віку мешканця становила 47,5 року. На 100 осіб жіночої статі у переписній місцевості припадало 97,8 чоловіків;  на 100 жінок у віці від 18 років та старших — 100,4 чоловіків також старших 18 років.
Цивільне працевлаштоване населення становило 109 осіб. Основні галузі зайнятості: будівництво — 34,9 %, освіта, охорона здоров'я та соціальна допомога — 26,6 %, науковці, спеціалісти, менеджери — 13,8 %, роздрібна торгівля — 12,8 %.